# الکساندر سلاستین
الکساندر سلاستین (انگلیسی: Alexander Slastin؛ زادهٔ ۱۲ ژوئن ۱۹۴۲) بازیگر اهل کشور روسیه است. وی از سال ۱۹۶۱ میلادی تاکنون مشغول فعالیت بوده‌است.
از فیلم‌ها یا برنامه‌های تلویزیونی که وی در آن نقش داشته‌است می‌توان به سقوط و شاهزاده ایگور اشاره کرد.